# Paul Landres
Paul Landres (* 21. August 1912 in New York City; † 26. Dezember 2001 in Encino) war ein US-amerikanischer Regisseur und Filmeditor.
Landres kam nach Abschluss der University of California, Los Angeles 1931 ins Filmgeschäft, wo er bei den Universal Studios als Schnittassistent begann und 1937 zum Editor wurde. Zwölf Jahre später übernahm er erstmals die Regie (Grand Canyon mit Richard Arlen); er drehte dann Abenteuerfilme und Western und wechselte dann rasch zum Fernsehen, wo er über 350 Folgen für zahlreiche Serien, auch hier oftmals im Western-Milieu, drehte.
Mit seiner Frau Jean hatte Landres vier Kinder.

## Filmografie (Auswahl)
Als Filmeditor
- 1942: Pittsburgh
- 1944: Die Kralle (The Scarlet Claw)
- 1947: Michigan Kid
- 1947: Achtung, Küstenpolizei (Dragnet)
- 1948: Wildfeuer, der schwarze Hengst (The Return of Wildfire)
- 1948: Brautzeit und Ehe (Bob and Sally)
- 1948: Pferdediebe am Missouri (Last of the Wild Horses)
- 1949: Ich erschoß Jesse James (I Shot Jesse James)

Als Regisseur
- 1951–1952: Boston Blackie (19 Episoden)
- 1952–1953: The Lone Ranger (23 Episoden)
- 1953–1954: The Cisco Kid (31 Episoden)
- 1953–1954: Ramar of the Jungle (13 Episoden)
- 1953–1954: Mr. and Mrs. North (8 Episoden)
- 1954–1955: The Adventures of Kit Carson (9 Episoden)
- 1955–1956: Großer Adler – Häuptling der Cheyenne (20 Episoden)
- 1957: Tot oder lebendig
- 1957: Blondie (14 Episoden)
- 1957: Die schwarze Bande
- 1957: Immer bei Anbruch der Nacht (The Vampire)
- 1958: Männer, die in Stiefeln sterben
- 1958: Im Dschungel der Großstadt
- 1958: Draculas Blutnacht (The Return of Dracula)
- 1958–1959: Sky King (9 Episoden)
- 1959: Bonanza (3 Episoden)
- 1960: Am Fuß der blauen Berge (1 Episode)
- 1960: Man With a Camera (9 Episoden)
- 1960–1961: Westlich von Santa Fé (4 Episoden)
- 1960–1961: Wyatt Earp greift ein (24 Episoden)
- 1962: Bronco (5 Episoden)
- 1962–1963: 77 Sunset Strip (8 Episoden)
- 1965: Sohn des Revolverhelden (Son of a Gunfighter)
- 1965–1966: Flipper (5 Episoden)
- 1966–1968: Daktari (38 Episoden)